# Segundo premio
Segundo premio (bra: Segundo Prêmio) é um drama musical de 2024 dirigido por Isaki Lacuesta e Pol Rodríguez, estrelado por Daniel Ibáñez, Stéphanie Magnin e Cristalino. Ambientado no final da década de 1990 tendo como pano de fundo a cena musical de Granada, a trama ficcionaliza o processo criativo por trás do terceiro álbum de Los Planetas.
O filme estreou em 5 de março de 2024, em competição no 27º Festival de Cinema de Málaga, onde ganhou o Golden Biznaga, antes de seu lançamento nos cinemas espanhóis em 24 de maio de 2024 pela BTeam Pictures. Foi selecionado como a submissão espanhola para o Melhor Longa-Metragem Internacional no 97º Oscar.

## Enredo
Granada. Século XX. Um homem e uma mulher se afastam de uma pista de esqui. O homem (o cantor) recrimina a mulher (May) sobre sua decisão de deixar [a banda] (Los Planetas). A mulher lembra que não foi assim que as coisas aconteceram e passa a narrar sua versão, a versão de uma baixista que se apresentou ao vivo de costas para o público e a integrante que deixou o ato musical. Segundo ela, aos 27 anos, quando os outros integrantes queriam lançar um álbum, a mulher simplesmente queria ir embora.
O guitarrista da banda toca alguns acordes de guitarra para o cantor. O filme retrata o cantor e o guitarrista se apresentando desajeitadamente em um programa de televisão junto com música pré-gravada, as lutas do guitarrista com abuso de substâncias, o cantor e o guitarrista pedindo a uma relutante gravadora em Madri para gravar seu terceiro álbum em Nova York, o cantor e o guitarrista procuram um baterista e um baixista, conseguindo recrutar o primeiro, que divaga sobre o que torna Granada especial em sua cena musical. O enredo descreve as alucinações e fantasias do guitarrista após um show, um encontro casual do guitarrista com May, que começou um curso universitário, e um acidente do guitarrista que o leva ao hospital, com as mãos enfaixadas. Embora tenha uma formação completa, a banda luta para cumprir seus prazos criativos com a gravadora, e o guitarrista diz ao cantor que May não foi embora por causa do acidente. O cantor se encontra com uma desafiadora May na universidade e depois eles conversam e fumam em um terraço. Após comparecer à mesma procissão, o baterista e o guitarrista se encontram e fazem perguntas sobre os planos do cantor para NYC. O guitarrista tem alucinações com NYC.

## Elenco
- Daniel Ibáñez como cantor[4]
- Stéphanie Magnin como May[5]
- Cristalino como guitarrista[4]
- Mario Fernández "Mafo"[6]
- Javier "Chesco" Ruiz[6]

## Produção
Segundo premio foi originalmente definido para ser dirigido por Jonás Trueba, mas Trueba eventualmente deixou o projeto por razões não reveladas e Isaki Lacuesta assumiu, enquanto Fernando Navarro permaneceu nas funções de roteirista. O filme é uma coprodução hispano-francesa da La Terraza Films, Áralan Films, Ikiru Films, Capricci Films, Bteam Prods., Sideral Cinema, Los Ilusos Films e Toxicosmos AIE production.
Em abril de 2023, dias antes do início da produção, a filha de Lacuesta e Isa Campo, Luna, adoeceu, e então Lacuesta dirigiu o filme remotamente do hospital, com a colaboração no local do assistente de direção Pol Rodríguez. O filme é dedicado a Luna, que morreu de leucemia antes da estreia do filme.
Os locais de filmagem em Granada incluíram o Campo del Príncipe. O filme também foi filmado em Sevilha, Madri e Nova York.

## Lançamento
A distribuição do filme será feita pela BTeam Pictures na Espanha e pela Capricci Films na França. A Latido Films adquiriu os direitos de venda internacionais. O filme foi apresentado no 27º Festival de Cinema de Málaga em 5 de março de 2024. Também foi selecionado para exibições no 14º D'A Film Festival Barcelona, no 25º Festival Internacional de Cinema Independente de Buenos Aires (BAFICI), no 39º Festival Internacional de Cinema de Guadalajara (seleção de longas-metragens de ficção ibero-americana), e no Festival de Cinema de Seattle. Foi lançado nos cinemas na Espanha em 24 de maio de 2024. A Outsider Pictures adquiriu os direitos norte-americanos do filme.